# 音樂盒 (瑪麗亞·凱莉專輯)
《音樂盒》（英語：Music Box）是美國女歌手瑪麗亞·凱莉的第3張個人錄音室專輯，1993年8月31日由美國哥倫比亞唱片公司全球發行，這也是瑪麗亞·凱莉婚後以總裁夫人身份所推出的首張作品。《音樂盒》在英美兩地分別摘下6週與8週專輯榜冠軍，專輯在美國的銷售數字更突破千萬張，成為瑪麗亞·凱莉首張鑽石唱片。《音樂盒》亦推出兩首全美冠軍單曲〈夢中情人〉和〈英雄〉。《音樂盒》不只在英美兩地暢銷，它也為瑪麗亞·凱莉打響了全球性的知名度，順利躋升為國際巨星之列。

## 內容

### 專輯簡介
《音樂盒》錄製期間，瑪麗亞·凱莉正和哥倫比亞唱片公司總裁湯米·摩托拉（Tommy Mottola）熱戀當中，兩人於1993年5月成婚，也因此讓這張專輯洋溢著幸福甜蜜的感覺。除了保留原有的製作人Walter Afanasieff、C+C音樂工廠的Robert Clivillés和David Cole之外，唱片公司也找來了金牌製作人娃娃臉（Babyface）為《音樂盒》跨刀助陣。瑪麗亞·凱莉也在這張專輯中重新詮釋了壞手指樂隊的經典老歌〈失去你〉，這首旋律優美的歌曲，頗受諸多歌手的青睞而被多次翻唱，這次因為瑪麗亞·凱莉的翻唱又使它再度受到矚目。

### 商業成績

#### 專輯
《音樂盒》在1993年9月18日進入告示牌流行專輯榜以及節奏藍調專輯榜，在流行專輯榜首週成績為第2名，在節奏藍調專輯榜首週空降冠軍並蟬連2週榜首。在進入流行專輯榜三個月的時間，《音樂盒》一直徘徊在前五名，但就是無緣冠軍寶座，一直到1993年的聖誕節當天終於如願登上榜首位置，《音樂盒》前後在冠軍寶座共待了8週，成為瑪麗亞·凱莉第二張美國冠軍專輯。《音樂盒》在榜內共停留了128週，是瑪麗亞·凱莉在專輯榜停留最久的專輯，並連續兩年進入告示牌年終百大專輯排名，1993年為第40名，1994年為第2名。《音樂盒》在1997年11月5日被美國唱片業協會（RIAA）認證為鑽石唱片，至今這張專輯在全球已賣出超過3,200萬張，成為瑪麗亞·凱莉銷量最高的專輯。
《音樂盒》除了在美國專輯榜奪得8週冠軍，它在英國專輯榜亦獲得6週冠軍，並在榜內停留了78週，這是瑪麗亞·凱莉首張英國冠軍專輯。

#### 單曲
《音樂盒》推出四首單曲，其中兩首獲得美國冠軍〈夢中情人〉（8週）和〈英雄〉（4週），老歌翻唱〈失去你〉和〈忘不了你〉一起推出單曲，原本〈失去你 / 忘不了你〉極具冠軍相，但遭王牌合唱團的〈The Sign〉以及劳·凯利的〈Bump n' Grind〉先後夾擊，〈失去你 / 忘不了你〉硬是在第3名待了6週，〈無論何時你需要朋友〉拿下第12名。〈夢中情人〉和〈英雄〉雙雙成為白金單曲，〈失去你 / 忘不了你〉為金單曲。〈夢中情人〉和〈英雄〉將瑪麗亞·凱莉的美國冠軍曲累積至八首。
〈失去你〉在英國以獨立單曲發行，拿下英國單曲榜4週冠軍，成為瑪麗亞·凱莉首支英國冠軍單曲。

### 樂評評價
瑪麗亞·凱莉婚後的轉型大作《音樂盒》，無論排行成績或銷售數字方面都非常亮眼，不過音樂權威滾石雜誌只給了這張專輯兩顆星的評價，該雜誌的樂評認為瑪麗亞·凱莉已經逐漸確立自己的演唱風格而給予正面肯定，但也表示《音樂盒》的最大弱點就是歌詞太過通俗和陳腔濫調了。
2016年告示牌雜誌遴選「Greatest of All Time Billboard 200 Albums」，這張專輯位居第87名。

## 樂壇影響
出道僅三年多的瑪麗亞·凱莉，已經擁有六首全美冠軍單曲，且所發行的每一張專輯銷售數字都超過三白金，包括1990年的《瑪麗亞·凱莉》（9白金）、1991年的《情感》（4白金）和1992年的《MTV Unplugged》（3白金）。1993年的《音樂盒》無論是在銷售數字或是榜上成績都開出紅盤，瑪麗亞·凱莉的演藝事業逐步向上攀升，她的歌迷開始遍及全球。
在《音樂盒》發行後，瑪麗亞·凱莉展開生涯首次巡迴演唱會《Music Box Tour》。

## 曲目
| 曲序 | 曲目                         | 词曲                                   | Producer(s)                      | 时长 |
| ---- | ---------------------------- | -------------------------------------- | -------------------------------- | ---- |
| 1.   | Dreamlover                   | Mariah Carey, Dave Hall                | M. Carey, D. Hall, W. Afanasieff | 3:54 |
| 2.   | Hero                         | M. Carey, W. Afanasieff                | M. Carey, W. Afanasieff          | 4:19 |
| 3.   | Anytime You Need a Friend    | M. Carey, W. Afanasieff                | M. Carey, W. Afanasieff          | 4:26 |
| 4.   | Music Box                    | M. Carey, W. Afanasieff                | M. Carey, W. Afanasieff          | 4:57 |
| 5.   | Now That I Know              | M. Carey, David Cole, Robert Clivillés | M. Carey, D. Cole, R. Clivillés  | 4:19 |
| 6.   | Never Forget You             | M. Carey, Babyface                     | M. Carey, Babyface               | 3:46 |
| 7.   | Without You                  | Pete Ham, Tom Evans                    | M. Carey, W. Afanasieff          | 3:36 |
| 8.   | Just to Hold You Once Again  | M. Carey, W. Afanasieff                | M. Carey, W. Afanasieff          | 3:59 |
| 9.   | I've Been Thinking About You | M. Carey, D. Cole, R. Clivillés        | M. Carey, D. Cole, R. Clivillés  | 4:48 |
| 10.  | All I've Ever Wanted         | M. Carey, W. Afanasieff                | M. Carey, W. Afanasieff          | 3:51 |

International edition
| 曲序 | 曲目                  | 词曲                    | Producer(s)             | 时长 |
| ---- | --------------------- | ----------------------- | ----------------------- | ---- |
| 11.  | Everything Fades Away | M. Carey, W. Afanasieff | M. Carey, W. Afanasieff | 5:25 |

Latin American edition
| 曲序 | 曲目  | 词曲                    | Producer(s)             | 时长 |
| ---- | ----- | ----------------------- | ----------------------- | ---- |
| 12.  | Héroe | M. Carey, W. Afanasieff | M. Carey, W. Afanasieff | 4:19 |